# Древлеправославна Церква України
Древлеправославна Церква України (ДЦУ) – адміністративно, господарсько самостійна релігійна організація древлеправославних християн (старовірів), які приємлють Білокриницьку ієрархію на території України. Канонічно знаходиться в євхаристійному спілкуванні з Білокриницькою та Московською (з 24 лютого 2022 року через військову агресію Російської Федерації спілкування прервано) Митрополіями, та має апостольську спадкоємність.

## Історія
Білокриницька ієрархія Древлеправославної Церкви вважає історію Православної Церкви з часу Хрещення Русі князем Володимиром до 1653 року своєю власною історією.

###### Період з 1653 року до 1846 рік
У середині XVII століття за підтримки царя Олексія Михайловича патріарх Нікон одноосібним розпорядженням почав вводити в існуючий з давніх-давен візантійський церковний чин літургійні нововведення, запозичені з практики новогрецької церкви. Одним із наслідків богослужбової реформи став розкол у Руській Церкві. Державні та церковні влади, керуючись низкою зовнішніх і внутрішньополітичних міркувань, зробили уніфікацію руських богослужбових текстів з грецькими, що не було прийнято значною частиною духовенства та мирян Руської Церкви. Оскільки в нововведеннях була велика кількість необґрунтованих спотворень і похибок, які змінювали повністю віровчення, це викликало відкритий аргументований опір "реформі".
До таких одноосібних прийнятих рішень патріархом Никоном у Руській Церкві, що стосуються віровчення та виправлення слів у книгах – з апостольських часів приймалися суто на соборах за участю духовенства та мирян. Наприклад, за часів патріарства Філарета (1613-1633р.р.) було встановлено, що в Требнику (у книзі богослужбових чинів та церковних обрядів) знаходиться зайве слово (у Чині освячення води: "і вогнем"), то воно було виключено не раніше, чим відбулося соборне про нього судження і було наведено довідки у численних стародавніх руських та грецьких рукописах.
Внаслідок державного переслідування древлеправославні християни (старовіри) залишилися без єпископату. У таких надзвичайних умовах (священних осіб мають право рукопокладати тільки єпископи, ті ж клірики дораскольного рукопокладення, які не прийняли реформ, не могли жити вічно) деякі древлеправославні християни (яких стали називати безпоповцями) відмовилися приймати у спілкування «ніконіанське» священство, як єретичне, залишившись взагалі без священства. Надалі безпоповство розділилося на безліч згод і толків, що часом значно відрізняються один від одного своїм вченням. Деякі безпопівські течії набули рис сект. Інша ж частина старовірів (попівці), виходячи з канонічної практики, що існувала в Церкві з часу боротьби з аріанством, наполягали на можливості і навіть необхідності прийняття в спілкування в сучасному сані священнослужителів Руської Церкви, інших Православних Церков за умови їх зречення реформ патріарха Никона. Внаслідок цього серед поповців уже з кінця XVII – початку XVIII століття переважала практика прийому священства через миропомазання. Протягом XVIII століття древлеправославними християнами (старовірами) було зроблено кілька спроб прийому в церковне спілкування архієрея, але вони не увінчалися успіхом через активне втручання (ганіння, переслідування) духовенства Російської Церкви та царської влади.
З кінця XVIII століття в Російській Церкві за благословенням окремих архієреїв стали з'являтися парафії, де служили за старими книгами, для яких за тими ж старими книгами ставили кліриків (священників, диякнів). 1800 року цей рух було регламентовано царською владою та церквою, і стали офіційно називатися одновірством. Однак протягом перших десятиліть XIX століття число тих, хто перейшов в одновірність, було малим, і переважно відбувалося насильним шляхом.
Територія сучасної України була одним із основних місць з другої половини XVII століття, де християни, переслідувані російською царською та церковною владою, знаходили вільне віросповідання. У цей час були заселені Стародуб'я, Поділля, Південна Бессарабія, Слобожанщина та Буковина. Масові переселення на Україну тривали протягом усього XVIII століття, а у 1770-ті роки вони торкнулися Київщини, центральної та південної частини України.
Вже до середини XIX століття у Києві більше половини купців першої гільдії були християни, які сповідують древне благочестя.

###### Відновленнятричинної ієрархії
Древлеправославна Церква, втративши єпископів через їх ухилення в ніконіанство, робила кілька спроб відновити у Своїй Церкві всю повноту священної ієрархії. Так, в 1712 році, старовіри зверталися до Єрусалимського патріарха Хрісанфа з проханням рукопокласти їм в єпископи ченця Ігнатія, прийнятого на Ветковській слободі ченцем Феодосієм. До того ж патріарху в цьому ж році зверталися і донські козаки, які дотримувалися древнего благочестя і на той час переселилися до Туреччини під керівництом отамана Ігната Некрасова. Патріарх пообіцяв і ветківцям, і донцям рукопокласти єпископа, але в справу втрутився російський посол у Константинополі, пригрозивши невдоволенням імператора Петра I.
Східна ієрархія, попри її високі титули - вселенських патріархів, у ті роки була простішою, доступнішою і чистішою у своїй ієрархічній і моральній гідності.

Під час царювання Миколи I, становище древлеправослав'я змінилося у гірший бік: урядом були вжиті заходи щодо викорінення священства, яке переходило до старовірів. Засновані по всіх губерніях спеціальні секретні комітети на чолі з губернаторами та архієреями, з центральними комітетами в Петербурзі, на яких сам цар головував і брав живу участь. Комітети займалися суто "справами розколу", всі старовірні знамениті релігійні духовні центри (монастирі): Керженець, Іргиз, Ветковський, Стародуб'є, Виг - були закриті та розграбовані. При пограбуванні Іргизького монастиря о.благочинний повідомляв свому архіпастирю:
кінні війська "м'яли кіньми лежачих, а піхота так старанно діяла збройовими прикладами, що зламана їх кілька десятків".
У відповідь на гоніння серед древлеправославних християн народилася ідея заснування єпископської кафедри поза територією Російської імперії. З цього питання на початку 1832 року відбувся в Москві, на Рогозькому цвинтарі, численний древлеправославний собор. Все більш менш важливі питання в Церкві вирішувалися соборно, загальною згодою народу та кліру, питання про ієрархію було надзвичайно важливим. Питання пошуку архієрея було доручено ченцям Павлу (Великодворському) та Геронтію, для чого вони прибули у 1839 році до Білокриницького монастиря (с.Біла Криниця, Чернівецька область, Україна). Після підготовки ченцем Павлом Статуту монастиря та інших необхідних документів, 6 вересня 1844 року імператором Австро-Угорщини Фердинандом I було підписано наступний декрет:
На прохання липованської громади та старовірських ченців Білої Криниці, 

а) наймилостивіше дозволяється привезти з-за кордону одну духовну особу, саме архіпастиря чи єпископа..., який також повинен буде рукопокласти священиків, як обрати і рукопокласти собі приємника. ...
Потім, ченці Павло (Великодворський) та Олімпій (Милорадов) прибули до Константинополя, де вони звернулися до грецького ієрарха митрополита Боснійського Амвросія з проханням відновити тричинну ієрархію древлеправославної Церкви.

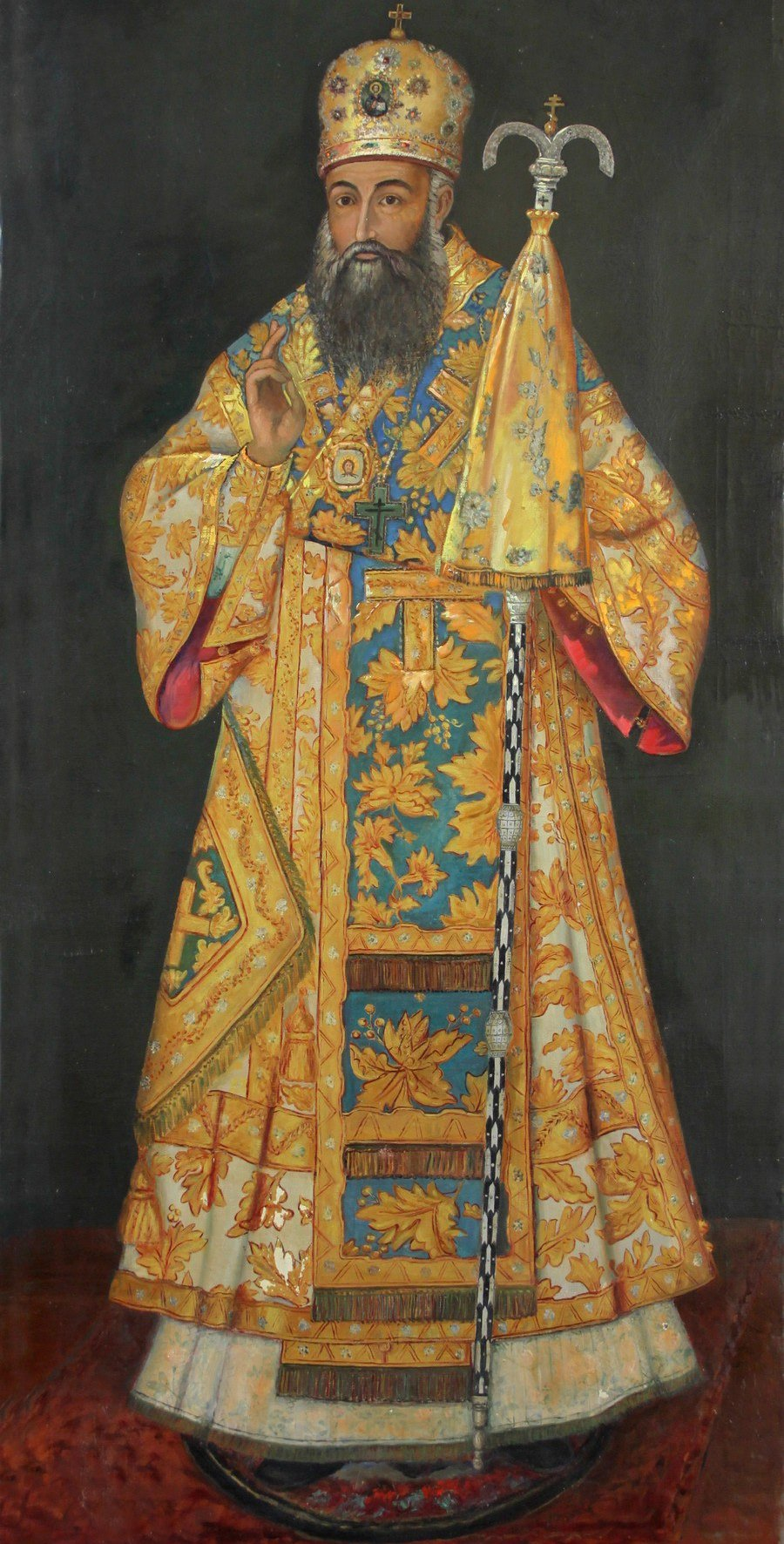
Митрополи́т Амвро́сій Білокрини́цкий

Посланці розповіли митрополиту Амвросію про історію своєї церкви та її сучасне становище, переконавши його очолити древлеправославних християн (старовірів).

Існує розповідь ченця Алімпія про те, що владика Амвросій довгий час не давав своєї згоди на приєднання до старовірів, але раптом змінив свою позицію. На вирішальній зустрічі з посланцями він сказав:
Вчора, проводячи вас, я був зайнятий думкою: чи добро мені пропонується. З цією думкою, молячись Богові, я ліг. Але не встиг я ще заснути, як раптом з'явився переді мною у світлі священноліпний чоловік і сказав: «Що ти багато втомлюєшся роздумами. Ця велика справа тобі судилося від Бога виконати і від російського царя постраждати». При останньому слові «постраждати» я здригнувся і відчувся, але нікого не було, тільки в кімнаті було видно світло, яке поступово зникало, на кшталт того, ніби хтось ішов із запаленою свічкою. Серце моє сповнилося і страхом і радістю, так що я від захоплення всю ніч без сну проводив у своїх молитвах до Бога, і вирішив дати вам повну мою згоду; бо якщо на це є Боже милосердя, то ми зобов'язані його з радістю виконувати.
16 квітня 1846 року митрополит Амвросій підписав документ про те, що він «по чистому совісті за благо зволив вступити в старовірську релігію в сущому званні митрополита» і зобов'язується «після прибуття до Білокриницького монастиря, вчиняючи церковне приєднання згідно з правилами святих отець, в приємники собі іншого архієрея, як дозволено найвищим указом». У свою чергу, представники старовірів зобов'язалися «утримувати його високопреосвященство пана митрополита Амвросія на всьому монастирському утриманні у будь-якому спокої та задоволенні на все його життя». Таким чином, виконувалася вимога австрійської влади про те, щоб на них не покладався обов'язок щодо матеріального достатку архієрея.
Наприкінці травня 1846 року, разом із старовірськими послами, митрополит Амвросій виїхав до Австрії. Деякий час пересувався турецькою територією в козацькому одязі з документами на ім'я козака-старовіра і, тільки прибувши в Добруджу, в якій жили древлеправославні християни, отримав від турецької влади архієрейський паспорт, а 11 липня був представлений австрійському імператору Фердинанду.
12 жовтня 1846 року він прибув до Білої Криниці, і 28 жовтня урочисто приєднаний до Древлеправославної Церкви другим чином (через миропомазання) у Білокриницькому монастирі.
За час керування Церквою здійснив хіротонії двох єпископів: Кирила Майносського та Аркадія Славського, а також п'ятьох священиків та трьох ієродияконів. Таким чином було засновано «Білокриницьку ієрархію» (у дореволюційній російській літературі часто використовувалось найменування «австрійською»).
У грудні 1847 року російський імператор Микола I вимагав від уряду Австрії припинити діяльність митрополита Амвросія та закрити Білокриницький монастир. Австрійська влада викликала митрополита у Відень, де йому було запропоновано альтернативу — або повернутися до юрисдикції Константинопольського Патріарха (при цьому йому було передано листа Патріарха з обіцянкою милостей), або вирушить в довічне ув'язнення. Митрополит Амвросій вибрав заслання, заявивши, що «я одного разу цю релігію прийняв і вже назад повертатися не бажаю». При цьому монастир був закритий, але незабаром знову відкритий, залишившись релігійним центром усієї древлеправославної Церкви.
26 липня 1848 року митрополит отримав розпорядження вирушити до міста Ціллі (нині Ціле, Словенія), де залишався протягом 15 років. Разом із ним знаходився син Георгій із сім'єю. Підтримував листування зі своєю паствою, іноді таємно приймав старовірських представників.

###### Білокриницька ієрархія на території України наприкінці XIX – на початку XX століття
У 1853 році була заснована Московська архієпископія поблизу Рогозького цвинтаря, що стала другим центром і поширила свою юрисдикцію на всю територію Російської імперії. Білокриницька ж митрополія об'єднала у своїй юрисдикції старовірів, які проживали в межах Австро-Угорщини (Буковина), Румунії (Нижнє Подунав'я та Добруджа) та Османської імперії (біля озера Майнас у Туреччині). До 1941 року духовний центр митрополії знаходився в буковинському селі Біла Криниця, після окупації Буковини радянською армією центр було перенесено до румунського міста Бреїла.
24 серпня 1901 року було засновано Київську та Балтську єпархію.
На території України з моменту поселення і до 1917 року в різний час існувало понад сорок древлеправославних монастирів та скитів, серед яких особливе становище займають Білокриницькі та Куренівські монастирі. Куренівський Микільський чоловічий монастир став резиденцією одного з перших древлеправославних єпископів - єпископа Балтського Варлаама. У Куренівському монастирі поховано понад 500 ченців, у тому числі 146 схімників, 36 священноченців та священиків, а також кілька єпископів.
Канонічно громади, розташовані на сучасній території України, здебільшого мали підпорядкування та входили до складу єпархій Білокриницької Митрополії. І вже залежно від проходження кордонів між європейськими державами та Російською імперією (СРСР, РФ) відбувалася зміна в їхньому підпорядкуванні, або Московської Архієпископії (після 1988 року - Митрополії), або Білокриницької Митрополії. Після Другої світової війни (1939-1945рр.) громади на всій території України канонічно остаточно були підпорядковані Московській Архієпископії.

## Правлячі архієреїєпархії Київської та всієї України (з 2017 року – архієпископії)
- Анастасій (Лебедєв) (24 серпня 1901 - 14 лютого 1906) у/в, єп. Ізмаїльський
- Єрмоген (Перфілов) (23 червня 1907 - 22 лютого 1915) єп. Київський
- Флавіан (Разуваєв) (26 серпня 1915-1922) у/в, єп. Новозибківський
- Рафаїл (Воропаєв) (1922 - 24 жовтня 1937)
- Веніамін (Агальцов) (11 серпня 1946 - 28 липня 1950) єп. Київський та Вінницький
- Іринарх (Вологжанін) (1 липня 1956 - 19 жовтня 1973) єп. Київський, Вінницький та Одеський
- Євтихій (Кузьмін) (1 червня 1975 - 28 січня 1988) єп. Київський, Вінницький та Одеський
- Іоанн (Вітушкін) (22 березня 1988 - жовтень 1992)
- Саватій (Козко) (23 лютого 1993 - 8 липня 2016)
- Никодим (Ковальов) (з 11 грудня 2016 по н.ч.)

## Структура
Кафедральне місто - Київ.
Кафедральний храм: Церква Успіння Пресвятої Богородиці на Почайнинській вулиці (м. Київ, вул. Почайнинська, 26).
Кафедральний собор: Успіння Пресвяті Богородиці (с.Біла Криниця, Чернівецька область).
Адміністрація Древлеправославної Церкви України знаходиться за адресою: м. Вінниця, вул. Брацловська, буд. 22,24.
Церква поділяється на благочиння:
- Київське: ієрей Сергій Малащенко;
- Подільське: ієрей Віктор Галкін;
- Одеське: протоієрей Сергій Столярчук;
- Буковинське: ієрей Володимир Світлогірський;
- Південно-східне: ієрей Володимир Дмитрієв.

## Сучасний стан
1 серпня 1990 року на єпархіальній нараді у місті Києві було ухвалено рішення перенести єпархіальний центр із Вінниці до Києва та перейменувати єпархіальне управління з Києво-Вінницького та Одеського на єпархію Київську та всієї України.
21 жовтня 2015 року Освячений собор, розглянувши «питання про опікування християн Кримського півострова», констатував, що «окормлення цих територій, як раніше, архієреєм Київської та всієї України єпархії стало практично неможливим» і доручив окормлення території Республіки Крим митрополиту Московському.
18—19 жовтня 2017 року Освячений собор РПСЦ затвердив за єпархією статус архієпископії.
03 квітня 2022 року у зв'язку із збройною агресією Російської Федерації стосовно держави Україна, духовенство архієпископії Київської та всієї України засудило підтримку агресії духовенством Московської Митрополії та звернулося до предстоятелів Московської та Білокриницької митрополій з проханням про надання архієпископії АВТОКЕФАЛІЇ.
01 листопада 2022 року Державною службою України з етнополітики та свободи совісті зареєстровано самостійний релігійний центр та внесені відповідні відомості до Єдиного державного реєстру про перейменування Управління Київської і Всієї України Єпархії Руської Православної Старообрядницької Церкви на Древлеправославна Церква України.
Кількість парафіян станом на 2022 рік, за різними оцінками, оцінювалась від 100 000 до 200 000 осіб. Головним чином, древлеправославні громади знаходяться на території: Одеської, Вінницької, Чернівецької, Хмельницької областей.
Станом на 2022 рік в Церкві:
- один архієрей, 32 священиків та п'ятнадцять дияконів;
- близько 55 парафій;
- три монастирі. Два монастирі (один жіночий монастир та один чоловічий монастир) у селі Біла Криниця, Чернівецької області та один чоловічий монастир у селі Куренівка, Вінницької області.